# Mio Technology
Mio Technology — тайваньский  производитель потребительской электроники, принадлежащий корпорации MiTAC International Corporation. Под международной торговой маркой Mio выпускается техника для автомобилей: видеорегистраторы, радар-детекторы, навигационные устройства GPS.
Штаб-квартира компании расположения в г. Тайбэй. Устройства Mio продаются в 56 странах мира, в том числе России, странах Европы и Северной Америки, Австралии, Японии и Южной Корее. Общая численность сотрудников во всем мире превышает 1700 человек.

## История
2002 год – основание компании.
2004 год – выпуск первого карманного ПК с GPS Mitac Mio 168. Компания выходит на третье место по доле мирового рынка мобильных устройств с GPS  после Hewlett-Packard и PalmOne.
2005 год – выпуск Mio DigiWalker 269, первого в мире КПК с GPS и встроенным жестким диском.
2006 год – выпуск Mitaс Mio A700/A701, один из первых GSM-коммуникаторов на базе Windows Mobile.
2006 год – выход компании на Российский рынок.
2007 год – поглощение компанией MiTAC австралийского GPS-бренда Navman.
2008 год – глобальная смена имиджа и стратегии марки. Появление линейки навигаторов Mio Moov с предустановленными локальными сервисами GPS-поиска.
2009 год – поглощение компанией MiTAC американского GPS-бренда Magellan.
2011 год – выпуск первого видеорегистратора серии Mio MiVue.
2013 год – открытие «горячей линии» в рамках сервисного обслуживания российских потребителей.
2014 год – выпуск первой линейки радар-детекторов Mio MiRaD.
2015 год – открытие сети сервисных центров в Центральном, Приволжском, Дальневосточном, Сибирском и Южном федеральных округах России.

## Продукция
Автомобильные видеорегистраторы:
- Серия MiVue 6xx – компактные видеорегистраторы с дисплеями 2,7 дюйма и модулем GPS.

- Серия MiVue 5xx – линейка в «квадратном» дизайне.

- Водонепроницаемый экшн-видеорегистратор Mio MiVue M300.

- Видеорегистратор в форме зеркала заднего вида Mio MiVue R25.

Радар-детекторы Mio MiRaD:
- Серия MiRaD 13xx – радар-детекторы, распознающие большинство камер контроля скорости и работающие в 4 режимах (3 городских и 1 для трассы).

- Серия MiRaD 8xx – первая линейка радар-детекторов производителя.

## Награды и достижения
| 2015 | iF product design award (Mio MiVue 518 ) |
| 2014 | Taiwan Excellence Award (Mio MiVue R25 ) iF product design award (Cyclo 500 , MiVue 568 , Mio MiVue M350 ) «Продукт года 2014» (Mio MiVue 568 ) |
| 2013 | iF product design award (Mio Pad Navigation ) «Продукт года 2013» (Mio MiVue 388 )                                                              |
| 2012 | «Продукт года 2012» (Mio MiVue 238 ) |
| 2008 | iF product design award (Mio C230 GPS ) |
| 2006 | iF product design award (Mio H610 ) |